# ۱۲۹۶ (خورشیدی)
۱۲۹۶ هزار و دویست و نود و ششمین سال هجری خورشیدی سالی کبیسه است.

## رویدادها
- ۱ فروردین - وثوق الدوله رئیس‌الوزراء باتشکیل سپاه ۱۱هزار نفره جنوب تحت فرماندهی بریتانیا موافقت کرد. نمایندگی‌های سیاسی روس و بریتانیا در ۱۰ مرداد سال گذشته درخواست تشکیل سپاه جنوب به فرماندهی بریتانیا و افزایش نیروهای قزاق به فرماندهی روس‌ها را به سپهسالار اعظم رئیس‌الوزراء داده بودند.
- ۲۷ دی - میرزا حسن مستوفی‌الممالک نخست‌وزیر ایران شد
- ۱۸ اسفند - اجتماع گروهی از مردم تهران در میدان توپخانه و اعتراض به انگستان و موافقتامهٔ تقسیم ایران

## زادروزها
- ۱ فروردین - علی‌پناه اصلانی اشتهاردی، یکی از مراجع تقلید شیعه
- ۱۳ اردیبهشت - جعفر بزرگی، خواننده و بازیگر
- ۳ خرداد - احمد صدرحاج سیدجوادی، حقوق دان و سیاست‌مدار ایرانی
- ۳۱ شهریور - مه‌لقا ملاح، فعال محیط‌زیست
- ۶ آبان - شمس پهلوی، خواهر ارشد محمدرضا شاه پهلوی
- ۱۸ آذر - فهیمه اکبر، پیش از ازدواج (فهیمه یمین اسفندیاری)، خواننده و نویسندهٔ گیلان‌شناس و فعال اجتماعی
- ۲۱ بهمن - حسین فاطمی، سیاستمدار و روزنامه نگار

روز نامشخص
- مهرانگیز دولتشاهی، نماینده مجلس شورای ملی و دیپلمات، تنها سفیر زن تاریخ معاصر ایران
- ابراهیم فخار، بازیگر
- فخر ایران عنقا، اولین بانوی فارغ التحصیل شده از دانشکده هنرهای زیبای تهران
- خسرو صولت قشقایی، سیاست‌مدار
- تهمورس آدمیت، سیاستمدار
- ملکه برومند، خواننده و بازیگر اهل ایران بود.[۱][۲]

## درگذشت‌ها
- ۱ آبان ، سردار اسعد بختیاری، از رجال سیاسی دوره قاجار و از رؤسای ایل بختیاری بود، که حیات سیاسی وی مقارن با به قدرت رسیدن چهار پادشاه در ایران می‌باشد.